# Agnes Freund

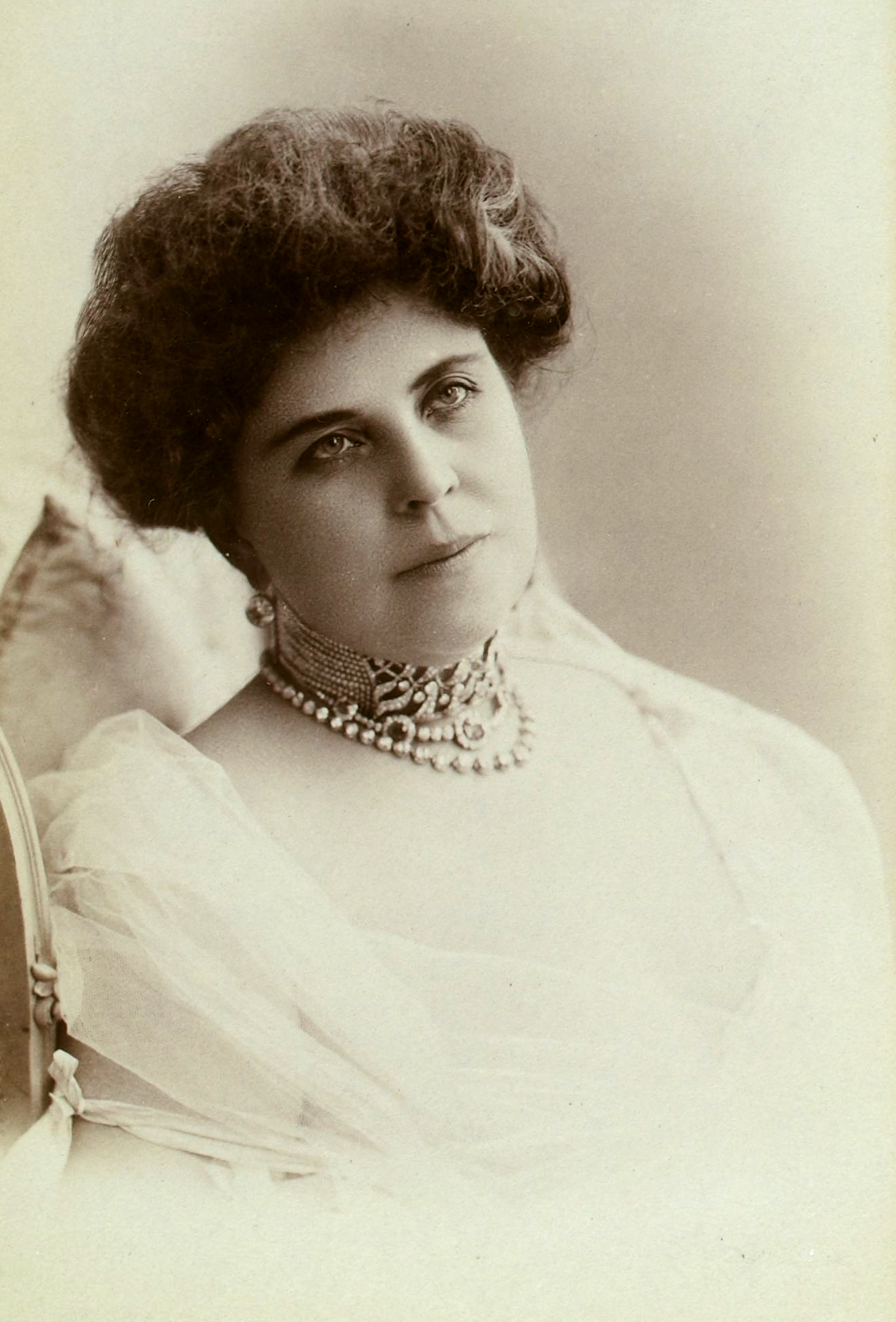
Agnes Freund

Agnes Freund, geborene Ottilie Martha Agnes Voß (* 13. Juli 1860 in Königsberg; † nach 1924), war eine deutsche Theaterschauspielerin.

## Leben
Sie war die Tochter des Komponisten und Stabstrompeters des 1. Feldartillerie-Regiments Johann Ferdinand Voß und seiner Frau Ottilie, geb. Kuster. Bereits 1874 debütierte Freund am Stadttheater ihrer Heimatstadt in einer Kinderrolle. Da sie dort von der Kritik gelobt wurde, erhielt sie Privatunterricht durch die Schauspielerin Minona Frieb-Blumauer.
Anfang der 1880er Jahre trat sie dann in Halle als „Klärchen“ in Goethes Egmont auf. Nach einigen Engagements in Halle und Berlin (Neues Theater und Lessingtheater) war sie nur noch sporadisch auf deutschen Bühnen zu sehen. Längere Tourneen und Gastspiele führten sie nach Graz, Wien, Sankt Petersburg und Moskau.
Ihre Karriere begann Freund als Jugendliche Liebhaberin, wechselte aber schon bald zur tragischen Heldin. Sie war ab 1881 mit dem Verleger Carl Freund verheiratet. Für den Schriftsteller Julius Stinde war Agnes Freund Vertraute, Anregerin und erste Kritikerin. Stinde hat ihr in der Figur der „Majorin von Wingleb“ in seinem Roman Der Liedermacher (1893) ein Denkmal gesetzt. Das Buch trägt die Widmung: „Frau Agnes Freund / geb. Voß / der kunstsinnigen Gattin meines Verlegers / in / aufrichtiger Verehrung / gewidmet.“
Einige Briefe von Agnes Freund befinden sich im Nachlass Julius Stindes, welcher von der Staatsbibliothek zu Berlin verwaltet wird.